# Borneo
Il Borneo (AFI: /ˈbɔrneo/) è un'isola di 743107 km² (terza del mondo per superficie) nel Sud-est asiatico, divisa tra Malaysia (regioni di Sabah e Sarawak) e Brunei nella parte settentrionale, e Indonesia nella parte meridionale (regione del Kalimantàn).
È circondata, da ovest a est, da Sumatra, Giava, Sulawesi e dalle Filippine. Il punto più alto dell'isola è il Monte Kinabalu nel Sabah, in Malaysia, con un'altezza di 4 095 m sul livello del mare. Il maggior sistema fluviale dell'isola è quello del fiume Kapuas, che con i suoi 1 143 km è il più lungo fiume dell'Indonesia. Il Borneo è bagnato a nord e ad ovest dal Mar Cinese meridionale, a nord-est dal Mar di Sulu, ad est dal Mar di Celebes e dallo stretto di Makassar, a sud dal mar di Giava e dallo stretto di Karimata.

## Popolazione, clima, orografia
L'isola è abitata da daiachi, malesi, cinesi; è montuosa (M. Kinabalu, 4 095 m nel Nord-est; catena dei M. Kapuas nel Nord-ovest), è traversata da molti corsi d'acqua (Rajang, Kapuas, Barito, Mahakam, Kayan); ha clima caldo-umido e la vegetazione è costituita da lussureggianti foreste (teak, sandalo, ebano, bambù); è ricca di minerali (carbone, petrolio, oro, diamanti, manganese) e altri prodotti (caucciù, caffè, riso, tabacco, ecc.).
La sua posizione geografica a cavallo dell'equatore (quasi equamente a nord e a sud) fa in modo che l'isola del Borneo abbia un clima caldo-umido tutto l'anno (24-25 °C di temperatura minima 31-32 °C di massima; umidità media giornaliera su scala annuale tendenzialmente più dell'80%): di conseguenza tutti i giorni ci sono dei temporali tra il tardo pomeriggio e la sera i quali, nei mesi estivi (giugno, luglio, agosto e settembre nella parte a nord dell'equatore; dicembre, gennaio, febbraio e marzo nella parte a sud della linea equatoriale) sono spesso accompagnati dalla grandine; tuttavia la quasi totalità del ghiaccio atmosferico si scioglie durante la precipitazione anche con i temporali più violenti, a causa del fatto che la base dei cumulonembi è quasi sempre a bassa quota (anche all'equatore sui 1 500 metri di altitudine) ed a quelle latitudini lo zero termico è sempre a quota molto elevata (almeno 4 800–5 000 m).

## Ecologia
Il Borneo presenta una grande biodiversità se paragonato a molte altre aree. Si trovano circa 15 000 specie di piante da fiore, con 3 000 specie di alberi (di cui 267 sono Dipterocarpaceae), oltre a 221 specie di mammiferi terrestri e 420 di uccelli (MacKinnon et al. 1998). La foresta pluviale del Borneo è l'unico habitat esistente per l'orangutan, oltre ad essere un importante rifugio per molte specie endemiche, come l'elefante del Borneo, il rinoceronte del Borneo, l'orso malese e il leopardo nebuloso del Borneo. Il WWF ha affermato che 361 specie di animali e piante sono state scoperte dal 1996, mentre fra il mese di luglio 2005 e dicembre 2006 ne sono state rilevate altre 52.

## Storia
Il primo europeo sbarcato nel Borneo fu il bolognese Ludovico de Varthema nel 1506, successivamente anche i superstiti della spedizione di Magellano approdarono nel Borneo nel luglio 1521, quando l'isola era governata dal sultano del Brunei. Gli spagnoli vi stabilirono una base commerciale a carattere permanente solo nel 1580, gli olandesi nel 1604, gli inglesi nel 1609 e per tutto il XVII e XVIII secolo si contesero il monopolio commerciale dell'isola, che nel 1733 il sultano di Brunei riconobbe formalmente alla Compagnia olandese delle Indie orientali.
Nel 1787 anche il sultano di Bandjarmasin, sovrano delle coste sud-orientali del Borneo, divenne vassallo degli olandesi, seguito da quello di Sambas nel 1802; ma nel corso dell'Ottocento la British North Borneo Company s'impadronì progressivamente del Borneo settentrionale ai danni del sultanato di Brunei, che nel 1888 passò sotto il controllo inglese. Anche il reame di Sarawak, che aveva sottratto molti territori al sultanato con i Raja Brooke, finì per essere inglobato dal Regno Unito sempre nel 1888. Nel 1890 Labuan (ottenuta da Lord Brooke nel 1846) fu unita alla colonia di Malaysia. I confini tra i domini inglesi e quelli olandesi furono stabiliti definitivamente con il trattato del 20 giugno 1891.
Durante la seconda guerra mondiale, tra il 1941 e il 1945, l'isola fu occupata dai giapponesi. Nel 1950 i possedimenti olandesi nel Borneo entrarono a far parte dell'Indonesia, mentre nel 1963 quelli inglesi di Sabah e Sarawak furono uniti alla Malaysia, infine nel 1984 anche il sultanato del Brunei ottenne l'indipendenza.